# Secret Intelligence Service
Secret Intelligence Service (SIS), cunoscut în mod obișnuit ca MI6, este serviciul de informații externe al guvernului Regatului Unit, însărcinat în principal cu colectarea și analiza ascunsă de peste mări a informațiilor umane (HUMINT) în sprijinul securității naționale a Regatului Unit. SIS este membru agențiilor de informații din țară, iar șeful SIS răspunde secretarului de de stat pentru afaceri externe al țării.
Format în 1909 ca secție în cadrul Biroului Serviciilor Secrete, specializat în informații străine, SIS a cunoscut o creștere dramatică în timpul Primului Război Mondial și a adoptat oficial denumirea actuală în jurul anului 1920. Denumirea MI6 (care înseamnă inteligență militară, secțiunea 6) își are originea ca un steag de comoditate în timpul celui de-al Doilea Război Mondial, când SIS era cunoscut cu multe nume. Acesta este încă utilizat astăzi. Existența SIS nu a fost recunoscută oficial până în 1994. În acel an a fost introdusă în Parlament Legea privind serviciile de informații (ISA), care a plasat organizația pe un statut legal pentru prima dată. Oferă baza legală a operațiunilor sale. Astăzi, SIS este supus supravegherii publice de către Tribunalul Puterilor de Investigare și Comitetul de Informații și Securitate Parlamentare.
Rolurile prioritare declarate ale SIS sunt combaterea terorismului,combaterea proliferării, furnizarea de informații în sprijinul securității cibernetice și sprijinirea stabilității în străinătate pentru a perturba terorismul și alte activități criminale. Spre deosebire de principalele sale agenții surori, Serviciul de securitate (MI5) și Centrul de comunicații guvernamentale (GCHQ), SIS funcționează exclusiv în colectarea de informații străine; ISA îi permite să efectueze operațiuni numai împotriva persoanelor din afara Insulelor Britanice. Unele dintre acțiunile SIS din anii 2000 au atras controverse semnificative, cum ar fi presupusele sale acte de tortură și predare forțată.
Din 1994, SIS are sediul central în Londra, pe malul sudic al râului Tamisa.